# Libro dell'inquietudine
Il Libro dell'inquietudine (in portoghese, Livro do Desassossego) è una delle maggiori opere dello scrittore portoghese Fernando Pessoa. Si tratta di un'opera postuma e incompiuta, oggi costituita da un'ibrida e innumerevole quantità di pagine scritte, «frammenti, tutto frammenti», come rivela Pessoa in una lettera. L'autore aveva originariamente abbozzato uno schema, ed effettuato una prima selezione dei testi da inserire in quello che avrebbe dovuto essere, nelle sue intenzioni, il libro definitivo. Fra i brani accolti e che, con molte probabilità, sarebbero entrati nell'edizione da dare alle stampe, ve ne sono alcuni che per il loro contenuto o, addirittura, per espressa indicazione del poeta portoghese, avrebbero potuto costituire – presumibilmente – l'Introduzione al volume, a firma di Bernardo Soares.

## Origine
L'autore lo ha concepito ancor prima della nascita degli eteronimi Alberto Caeiro, Álvaro de Campos e Ricardo Reis, quando nel 1913 pubblica, con il nome di Fernando Pessoa "Nella foresta dell'alienazione", la prima prosa di finzione destinata al Libro dell'inquietudine. Poi, per molti anni, fino al 1929 il libro torna nell'ombra, sebbene Pessoa non abbia mai smesso di lavorarvi, senza tuttavia tracciarne un piano definitivo. 
Nel 1929 pubblica per la prima volta dal 1913 alcuni brani del Libro dell'inquietudine, attribuiti ora al semieteronimo Bernardo Soares. Nella lettera del 1935, inviata a Adolfo Casais Monteiro, direttore della rivista Presença, Pessoa ne descrive la personalità e il carattere, come aveva fatto per gli altri eteronimi. Come spiega lo stesso Pessoa, Bernardo Soares non è un vero eteronimo, ma un semieteronimo, perché ha una personalità molto simile alla sua, seppure mutilata. Dunque, Bernardo Soares è una sorta di Fernando Pessoa a cui è stato tolto qualcosa.

## Genesi e fortuna letteraria
Negli anni ottanta, a quasi cinquant'anni dalla sua morte, Il libro dell'inquietudine, costituito da circa 450 frammenti, appare per la prima volta al pubblico, edito nel 1982 dalla casa Editrice Ática, che a partire dagli anni quaranta aveva pubblicato le poesie di Pessoa. Nel 1990-91, per i tipi di Presença, esce una nuova edizione, corretta, riorganizzata e ampliata, a cura di Teresa Sobral Cunha. Una successiva edizione della Casa Editrice Relógio de Água appare nel 1997, che ripubblica il primo volume della precedente edizione, nuovamente rivista. Nel 1998 esce l'edizione, al momento più completa, di Richard Zenith, per l'editrice Assírio & Alvim. A questa seguono altre tre edizioni, riviste e ampliate, a responsabilità dello stesso curatore. Nonostante alla fine Pessoa si sia premurato di indicare il titolo definitivo del Libro dell'inquietudine, esso non è mai esistito in quanto tale, rimanendo chiuso nel famoso baule, come gran parte dell'opera pessoana, in attesa di venire “composto”. In vita Pessoa ne aveva pubblicati solo dodici brani. L'edizione italiana del libro, pubblicata per la prima volta nel 1986, è curata e tradotta da Antonio Tabucchi e Maria José de Lancastre per Feltrinelli. Nel 2005 è stata pubblicata presso la collana Newton Compton una nuova edizione curata dal professor Piero Ceccucci, sistemata e aggiornata con nuovi testi ritrovati tra le carte pessoane.

## Struttura
Un libro di “confessioni”, una specie di diario esistenziale che, al di là di possibili, più o meno plausibili, definizioni di genere, ci si configura essenzialmente come diario dell'anima, una «autobiografia senza fatti», come la definisce lo stesso Bernardo Soares che perscruta e narra, attraverso un interrogarsi e un indagare ansioso e tormentato, l'oscuro universo del subconscio che muove e determina le modalità di rapportarsi del protagonista – come di ognuno di noi – con il mondo esterno della cosiddetta realtà sensibile. Simbolista, specie nelle immagini evocate di paesaggi e stati d'animo, nell'abbandono alla suggestione dei sensi, nella mistica fusione con l'ignoto, nel rigetto dello storicismo romantico, per cui la vita non è più vista come divenire e creazione continua, ma come fantasmatica, casuale successione di attimi di rivelazioni improvvise, inframmezzati dal grigiore di un'esistenza quotidiana vana e senza scopo. Si veda, per esempio, il seguente passo di Bernardo di impressionante rievocazione intertestuale di alcune delle più suggestive immagini delle poesie di Camilo Pessanha, il maggior poeta simbolista portoghese: 
- "In ogni goccia di acqua la mia vita fallita piange nella natura. C'è un po' della mia inquietudine nel goccia a goccia, negli acquazzoni con cui la tristezza del giorno si rovescia inutilmente sopra la terra.
- Piove tanto, tanto. La mia anima è umida a forza di sentirlo. […] Indolentemente, lamentosamente, la pioggia batte contro la vetrata. Una mano fredda mi stringe la gola e non mi fa respirare la vita. Tutto muore in me, persino il sapere che posso sognare[8].

## Personaggi principali
- Bernardo Soares - il triste e inquieto rêveur di Rua dos Douradores - traduce il fallimento delle illusioni, proponendosi «senza difese come orfano, volontario escluso dagli altri e dalla vita, sognatore di tutti i sogni, soprattutto di quelli improbabili […]; interiormente fratello gemello di Luigi di Baviera, prigioniero come lui di identici fantasmi»[9]. Bernardo Soares, insomma, oltrepassa e porta fino alle estreme distruttive conseguenze non solo il doloroso seppure geniale – non privo tuttavia di un glaciale fondo di ironia e di divertissement – «dramma in gente» di Pessoa, ma anche la di lui stessa postura «del sorriso nel mezzo del disastro, del significato immaginario all'interno dell'assoluto senza-senso e del naufragio»[10]
- Il principale Vasques - "Tutti abbiamo un principale Vasques, per alcuni visibile, per altri invisibile. Il mio si chiama davvero Vasques, ed è uomo robusto, gradevole, a volte brusco ma non di cattivo carattere, interessato ma in fondo giusto, con un senso di giustizia che manca a molti grandi geni e a molte delle meraviglie della civiltà, di destra e di sinistra. Altri saranno mossi dalla vanità, dall'ansia di maggiore ricchezza, dalla gloria, dall'immortalità… Preferisco l'uomo Vasques, mio principale, che è più trattabile, nei momenti difficili, di tutti i principali astratti del mondo"[11].

## Trama
450 frammenti non costituiscono una trama ma, con pazienza, è stato compilato un indice: 
- Introduzione (di Bernardo Soares)
- Frammenti di un'autobiografia
- 10. Litania
- 20. Assurdo
- 29. Sinfonia di una notte inquieta
- 57. Intervallo doloroso
- 63. Alzata di spalle
- 71. Temporale
- 77. Intervallo doloroso
- 102. Estetica dell'abdicazione
- 111. Estetica dell'artificio
- 139. Paesaggio sotto la pioggia
- 174. L'ostello della ragione
- 180. Intervallo
- 187. Giornata di pioggia
- 196. Prosa di vacanze
- 204. Foresta
- 208. Estetica dello scoraggiamento
- 234. Note per una regola di vita
- 237. Paesaggio sotto la pioggia
- 238. Sogno triangolare
- 289. Intervallo doloroso
- 296. Sogno triangolare
- 303. Estetica dello scoraggiamento
- 339. Un giorno (zig-zag)
- 340. Glorificazione delle sterili
- 343. Lettera da non spedire
- 347. Solitari
- 367. Apoteosi dell'assurdo
- 416. Marcia funebre
- 418. Il viaggio nella testa
- 425. Estetica dell'indifferenza
- 431. Chiarore lunare
- 443. Omar Khayyam
- 471. Un giorno

## Citazioni
Il poeta è un fingitore
finge così totalmente
da fingere che è dolore
il dolore che davvero sente.
- Considero la vita una locanda, dove devo fermarmi fino all'arrivo della diligenza dell'abisso. Non so dove mi condurrà, perché non so niente. Potrei considerare questa locanda una prigione, perché in essa sono costretto all'attesa; potrei considerarla un luogo in cui socializzare, perché qui mi ritrovo insieme ad altri. Non sono, però, né impaziente né spontaneamente naturale. Lascio a quello che sono, coloro che si chiudono nella stanza, mollemente sdraiati sul letto dove aspettano insonni; lascio a quello che fanno, coloro che conversano nelle sale, da dove musiche e voci giungono facilmente fino a me. Mi siedo alla porta e imbevo i miei occhi e orecchi dei colori e dei suoni del paesaggio, e canto sommessamente, solo per me, vaghe canzoni che compongo nell'attesa"[14].

- La solitudine mi deprime; la compagnia mi opprime[14].

- Riguardo alla vita non faccio teorie. Se è bella o brutta non lo so, non penso. Ai miei occhi è dura e triste, con intervalli di sogni deliziosi. Che mi importa cosa è per gli altri? La vita degli altri mi serve solo per vivere nel mio sogno quella che mi sembra si adatti bene a ciascuno di loro[14].
- Comprare libri per non leggerli; andare ai concerti ma non per sentire la musica né per vedere chi c'è; fare lunghe passeggiate perché sazi di camminare e andare a passare dei giorni in campagna solo perché la campagna ci annoia[14].
- Esiste una stanchezza dell'intelligenza astratta, che è la più spaventosa delle stanchezze. Non pesa come la stanchezza del corpo, né inquieta come la stanchezza della conoscenza emotiva. È un peso della coscienza del mondo, un non poter respirare con l'anima. Allora – come se il vento si abbattesse su di esse, come su delle nuvole – tutte le idee in cui abbiamo sentito la vita, tutte le ambizioni e i disegni su cui abbiamo fondato la speranza del nostro domani, si squarciano, si aprono, si allontanano, divenute ceneri di nebbia, stracci di ciò che non è stato né avrebbe potuto essere[14].

## Recensioni
- Come se il terremoto epocale di Lisbona fosse continuato nell'anima di un uomo, e avesse prodotto nei suoi paesaggi interni fratture inestinguibili, così si leggono le note, scritte tra il 1913 e il 1934, che Fernando Pessoa ci ha lasciato come Livro do Desassossego, Il Libro dell'inquietudine, una "autobiografia senza fatti", un Baedeker attraverso le tortuosità dell'animo umano. Il libro, che era stato pubblicato in Portogallo per la prima volta nel 1982, 47 anni dopo la morte dell'autore, viene ripubblicato ora in una nuova traduzione, nella quale il curatore Piero Ceccucci, ordinario di letteratura portoghese all'Università di Firenze, ha aggiunto nuovi frammenti, ritrovati nell'inesauribile lascito di Pessoa, che quasi raddoppiano il libro conosciuto finora. Vanna Vannuncini, la Repubblica, 01/07/2006
- Autore fittizio di questa prosa che a conti fatti è un diario di vita, è Bernardo Soares, “una figura estraneamente mia” come la definisce Pessoa stesso, un eteronimo che attesta l'esistenza sociale dell'autore. Un diario che si sviscera in un progetto simbolista-decadentista e pseudoautobiografico e che ha come leitmotiv tedio, inazione e rifugio nell'arte. Al di là di un semplice “vaneggiamento”.[15]

## Traduzioni italiane
- Il libro dell'inquietudine di Bernardo Soares, trad. di Maria José de Lancastre e Antonio Tabucchi, Feltrinelli, Milano, 1986
- Il libro dell'inquietudine, tr. Piero Ceccucci e Orietta Abbati, Newton Compton, Roma, 2006
- Il libro dell'inquietudine, a cura di Valeria Tocco, Mondadori, Milano 2011
- Libro dell'inquietudine, a cura di Paolo Collo, Einaudi, Torino 2012 (II ed. 2014)
- Il secondo libro dell'inquietudine, a cura di Roberto Francavilla, Feltrinelli, Milano 2013